# にゃんこ THE MOVIE
『にゃんこ THE MOVIE』（にゃんこ ザ ムービー）は、フジテレビ制作によるドキュメンタリー映画。フジテレビの情報番組『めざましどようび』の「どようびのにゃんこ」コーナーから生まれた作品で、番組スタッフが映画も手掛ける「めざましムービー」シリーズとして全5作品が制作されている。全国各地の猫と人間の触れ合いの物語を撮影したオムニバス形式のノンフィクション映画である。

## 作品 / ナレーション
- にゃんこ THE MOVIE（2006年） / ナレーション：篠原涼子
- にゃんこ THE MOVIE 2（2007年） / ナレーション：小西真奈美
- にゃんこ THE MOVIE 3（2009年） / ナレーション：田中麗奈
- にゃんこ THE MOVIE 4（2010年） / ナレーション：綾瀬はるか
- にゃんこ THE MOVIE 5（2012年） / ナレーション：長澤まさみ

## スタッフ
- 監督：松本武
- 音楽：森英治
- メインテーマ：S.E.N.S.「The Little Life」
- 主題歌
  - Boys Town Gang「君の瞳に恋してる」（にゃんこ THE MOVIE）
  - JUJU「君がいるから -My Best Friends-」（にゃんこ THE MOVIE 3）
  - 西野カナ「love & smile」（にゃんこ THE MOVIE 4）
  - 井手綾香「ヒトミ色」（にゃんこ THE MOVIE 5）
- 企画：西渕憲司、角谷公英
- プロデューサー：角谷公英、前田久閑、石井亜実、阿南修
- 製作：フジテレビジョン

## 関連商品
- DVD「にゃんこ THE MOVIE」（2006年7月22日発売）
- DVD「にゃんこ THE CLASSIC」（2007年6月20日発売）
- DVD「にゃんこ THE MOVIE 2」（2007年7月18日発売）
- DVD「にゃんこ THE MOVIE 3」（2009年2月18日発売）
- DVD「にゃんこ THE MOVIE 4」（2010年7月7日発売）
- DVD「にゃんこ THE MOVIE 5」（2012年8月15日発売）
- CD「にゃんこ THE MUSIC」（2007年7月18日発売）※MOVIEとMOVIE 2のオリジナル・サウンドトラック